# هانوخ بارتوف
هانوخ بارتوف (بالعبرية: חנוך ברטוב‏) (13 أغسطس 1926 - 13 ديسمبر 2016) كاتب وصحفي إسرائيلي.
حصل على جائزة إسرائيل في الأدب في عام 2010.   

## حياته
ولد في بتاح تكفا عام 1926، بعد عام من هجرة والديه من بولندا.  التحق بمدرسة دينية ثم بثانوية آحاد هعام. 
وبعد أن عمل في صقل ولحام الماس لمدة عامين، التحق عام 1943 في عمر 17 عامًا بفوج فلسطين بالجيش البريطاني. وأمضى ثلاث سنوات في اللواء اليهودي، أولاً في فلسطين ثم في إيطاليا وهولندا، حيث عمل كمسعف، وفي رعاية الناجين من المحرقة في معسكرات النازحين.
بعد الحرب العالمية الثانية، درس بارتوف التاريخ اليهودي والتاريخ العام في الجامعة العبرية في القدس. وخلال حرب 1948 خدم في وحدات الجيش الميدانية وقوات الدفاع الإسرائيلية في القدس.
عاش لمدة أربع سنوات في كيبوتس عين هاحوريش، وعمل مزارعًا ومعلمًا.  ومن عام 1966 إلى عام 1968، عمل كمستشار ثقافي في السفارة الإسرائيلية في لندن.

## عمله الأدبي
نشر بارتوف قصته الأولى في عام 1945، عندما كان جنديًا في أوروبا يبلغ من العمر 19 عامًا.  ويصف في كتاباته كصحفي وروائي، اتصالاته الأولى مع الناجين من المحرقة.

## الجوائز
ومن بين الجوائز المختلفة التي حصل عليها بارتوف عن عمله ما يلي:
- عام 1985 جائزة بياليك للأدب [7]
- عام 2006 جائزة عجنون [الإنجليزية] [3]
- عام 2010 جائزة إسرائيل للأدب. [2] [3] [4]

## الكتب المنشورة باللغة الإنجليزية
- اللواء (1967)، ترجمة بيتزي باجروت (1965)
- لكل فرد ستة أجنحة (1974)، ترجمة شيش كنافايم لإيشد (1954)
- إسرائيلي في محكمة سانت جيمس (1971)، ترجمة أربع يسرائيليم بحتزر سانت جيمس (1969)
- من أنت أيها الولد الصغير؟ (1978)، ترجمة شيل مي آتا يليد (1970)